# Zhou Hui (Badminton)
Zhou Hui (chinesisch 周卉; * 1989 in Lin’an) ist eine chinesische Badmintonspielerin.

## Karriere
Zhou Hui gewann 2010 die Dameneinzelkonkurrenz beim India Open Grand Prix. In der gleichen Disziplin wurde sie 2010 Zweite bei den Vietnam Open. Beim China Masters 2010 schied sie dagegen schon in Runde eins aus.

## Sportliche Erfolge
| Saison | Veranstaltung         | Disziplin   | Platz | Name     |
| ------ | --------------------- | ----------- | ----- | -------- |
| 2010   | India Open Grand Prix | Dameneinzel | 1     | Zhou Hui |
| 2010   | Vietnam Open          | Dameneinzel | 2     | Zhou Hui |